# José Gómez del Moral
José Gómez del Moral (Cabra, 4 dicembre 1931 – Sogamoso, 7 agosto 2021) è stato un ciclista su strada spagnolo.
Professionista dal 1955 al 1963, vinse una edizione della Volta Ciclista a Catalunya. Era il fratello maggiore di Antonio Gómez del Moral.

## Carriera
José Gómez del Moral iniziò la sua attività nel ciclismo come individuale nel 1954, arrivando secondo nella classifica generale del Grand Prix de Andalucía, e poi più compiutamente dal 1955, mettendosi in luce nelle corse spagnole. In quella stagione fu sedicesimo nella classifica finale della Vuelta a España, quarto nella Euskal Bizikleta, nono nella Vuelta a Asturias, terzo nella Clásica a los Puertos de Guadarrama, e vinse due brevi corse a tappe, la Volta Ciclista a Catalunya e la Vuelta a Andalucía.
Nel 1956 fu secondo alla Vuelta a Andalucía e ottavo sia nella Vuelta a Asturias che nella Euskal Bizikleta; ottenne anche una affermazione, cogliendo un successo di tappa alla Vuelta a Levante, chiusa al quarto posto generale.
Nel 1957 andò a correre in Marocco, al Tour du Maroc, chiuso al secondo posto dietro il francese Francis Anastasi, e in Colombia, partecipando alla Vuelta a Colombia, dove divenne il secondo straniero ad aggiudicarsi la corsa a tappe, dopo la vittoria del francese José Beyaert nel 1952. In Spagna, fu settimo nella Vuelta a Levante e trentacinquesimo alla Vuelta a España; l'anno successivo invece si aggiudicò una tappa alla Vuelta a Andalucía, che terminò al terzo posto.
Nel 1959 fu nono nei campionati nazionali in linea, ottavo alla Volta a Catalunya e quarto alla Vuelta a Andalucía, dove vinse ancora una tappa, mentre alla Vuelta a España fu costretto al ritiro. Partecipò anche al Tour de France, che chiuse al quarantasettesimo posto e fu anche l'unico dei tre che corse, che riuscì a terminare.
Nel 1960 alla Vuelta a España fu diciassettesimo, alla Volta a Catalunya sesto e alla Vuelta a Andalucía secondo. Quell'anno corse anche in Portogallo, dove riuscì a vincere una tappa nella Volta a Portugal e arrivare terzo nel Gran Premio Malveira.
Fra il 1961 ed il 1963 seguì il fratello Antonio nella squadra Faema e i risultati cominciarono a diminuire: un terzo posto nella classifica generale della Barcellona-Madrid e un secondo posto nella ottava tappa della Vuelta a España nel 1961, un terzo posto nella seconda tappa della Vuelta a Andalucía nel 1962 e un secondo posto nella sesta tappa della stessa corsa l'anno successivo furono i suoi ultimi piazzamenti prima del ritiro.

## Palmarès
- 1955

Classifica generale Volta Ciclista a Catalunya
2ª tappa Vuelta a Andalucía
Classifica generale Vuelta a Andalucía
Gran Premio Zumaga
- 1956

2ª tappa Vuelta a Levante
- 1957

7 tappa Vuelta a Colombia
Classifica generale Vuelta a Colombia
- 1958

2ª tappa Vuelta a Andalucía
- 1959

3ª tappa Vuelta a Andalucía
- 1960

11ª tappa Volta a Portugal

## Piazzamenti

### Grandi Giri
- Tour de France

1959: 47º
1960: ritirato
1961: fuori tempo massimo
- Vuelta a España

1955: 16º
1957: 35º
1959: ritirato
1960: 17º
1961: ritirato
1963: 51º